# غتشي قشلاق وسطي
غتشي قشلاق وسطي هي قرية في مقاطعة خدا أفرين، إيران. عدد سكان هذه القرية هو 87 في سنة 2006.